# Charoblemma discipuncta
Charoblemma discipuncta är en fjärilsart som beskrevs av George Francis Hampson 1910. Charoblemma discipuncta ingår i släktet Charoblemma och familjen nattflyn. Inga underarter finns listade i Catalogue of Life.